# ناوشکن کلاس ویچر
دیسترویر کلاس ویچر (به انگلیسی: Wicher-class destroyer) یک کلاس از کشتی است که طول آن ۱۰۶٫۹ متر (۳۵۱ فوت) می‌باشد.